# Борисов, Павел Сергеевич
Па́вел Серге́евич Бори́сов (20 марта 1956, Краматорск, Сталинская область, УССР) — советский и российский джаз- и рок- бас-гитарист. Наиболее известен по работе в группе «ДДТ».

## Биография
Родился 20 марта 1956 года в Краматорске Донецкой области. Вырос в Ленинграде. С детства увлекался музыкой. Играл в школьном ансамбле. После школы поступил в СПБГПУ ИМаш «ЛМЗ-ВТУЗ» (ныне - Санкт-Петербургский политехнический университет Петра Великого), факультет атомного машиностроения, кафедра «Ядерные реакторы и ядерные энергетические установки». Опытный музыкант, работал с такими исполнителями как «Земляне», Лариса Долина и Михаил Боярский (они часто привлекали его для участия в записи своих песен).
«Я начал играть на гитаре во дворе, ещё тогда увлекся роком, а по образованию — инженер по атомным энергетическим установкам. На самом деле люблю играть любую музыку, которая от сердца. Это для меня — как воздухом дышать! Мне повезло: за хобби деньги платят, да ещё и по всему миру проехал не один раз…» — объясняет Павел Борисов.
В ноябре 1975 года был приглашён в коллектив «Орнамент» по совету гитариста «Гармонии» и «Аргонавтов» Юрия Алынина. В сентябре 1978 года барабанщик Владимир Киселёв переманил Ю. Старченко, П. Борисова, Н. Кудрявцева и А. Шмаргуненко в свою новую группу «Земляне». Группа подписала контракт с Кемеровской филармонией, обеспечив себе возможность легальных концертных заработков и выступлений, и отправилась в большое гастрольное турне по городам Сибири и Урала. Чуть позже П. Борисов покинул «Землян» и затем работал с «Джаз Диапазоном», «Джонатан Ливингстон» (в ноябре 1981 года сменил Бориса Аксёнова), «Секретом», В. Сюткиным, А. Розенбаумом.
В ноябре 1978 года Борисов был приглашён в ленинградскую группу «Две радуги», игравшую джаз-рок, но в сентябре 1979 года ушёл в группу «Калейдоскоп».
Семь лет провёл в Скандинавии, играя джаз, обучаясь западному музыкальному опыту. С апреля 1998 года работал в группе «ДДТ», пришёл в которую по приглашению директора группы Александра Тимошенко (коллеги по «Орнаменту»).

Он очень удачно влился в коллектив, это успешное, очень своевременное для группы приобретение. Паша — очень тонкий, очень опытный музыкант, на сцене от него веет спокойствием.— Юрий Шевчук

Спасение приходит в лице Паши Борисова за месяц до первого концерта. Что-то теряем, что-то находим. Костя пораньше, Паша попозже — пришла-таки новая кровь в старую группу.— Вадим Курылёв
25 декабря 1998 года А. Тимошенко, В. Шнейдерман, Н. Кудрявцев, П. Борисов и А. Смаль были приглашены в программу «Старый Рок под Новый Год» в петербургский ДК им. Дзержинского.
Играл на концертах группы Вадима Курылёва «Электрические партизаны». Борисов находился в старом концертном составе ещё тогда, когда группа «Курылёв-бэнд» существовала параллельно с «ДДТ». В августе 1999 года, после финальных гастролей ДДТ с программой «Мир номер Ноль», Курылёв, Борисов, Никита Зайцев и присоединившийся к ним Николай Першин приступили к подготовке материала своего альбома. Запись с рабочим названием «Плохой сон» должна была начаться осенью 1999 года на студии ДДТ, однако, в сентябре, в связи с началом создания «Метели августа», все параллельные проекты пришлось отложить, остались только черновые варианты песен. С декабря 1999 года группа выступала в Санкт-Петербурге и Москве. Начиная с 7 марта 2000 года они назвали себя Курылёв-бэнд и дебютировали в клубе «Зоопарк», затем в клубах «Молоко», «Сайгон» и «Факультет». В апреле-мае 2001 года в новом помещении студии ДДТ Курылёв, Борисов и Першин заново переписали весь альбом, получивший название «Дождаться Годо». В январе 2003 года Курылёв начал репетировать с трио, в котором с ним играли Павел Борисов и Михаил Нефёдов. Группа дала несколько концертов, но в мае 2003 года Борисов уехал на гастроли с ДДТ. Когда у «ДДТ» закончился большой юбилейный тур «Пропавший без вести», временно вернулся к «Электрическим Партизанам».
В 2001 году проект «Grandbrothers» (Михаил Огородов — клавишные/вокал, Игорь Доценко — барабаны, Павел Борисов — бас-гитара, Александр Ляпин — гитары) подготовил трек «Stop Looking Back» для трибьюта «Grand Funk Railroad».
В 2002 году участвовал в записи альбома Захар Май+ШИВА «Черные вертолеты».
В 2003 году записал бас-гитару для альбома «Попса» проекта «Рок-группа». В 2004 году записал с Игорем Доценко дебютный альбом легендарного чеченского певца Бекхана. В конце 2006 года присоединился к созданию альбома «Пошук» коллектива «Сонце-Хмари» — музыкального проекта рок-фотографа Андрея Федечко.
28 ноября 2006 года на ежегодном фестивале «Герои мирового рока», в честь 15-летия радиостанции «Радио РОКС», в Ледовом дворце Санкт-Петербурга ритм-секция «ДДТ» сопровождала Яна Гиллана и Кена Хенсли.
Борисов вошёл в музыкальный проект Юрия Соболева (Гомберга) «Короли регтайма» («Питер-регтайм»). Это трио — клавиши, гитара, ударные — исполняет джазовые произведения разных стилей и направлений.
В 2008 году Борисов — бас и контрабас на альбоме «Стекло» группы «Третья мировая весна».
5 декабря 2008 года в Тюменской филармонии прошёл международный фестиваль «Daniel Snow Jazz», организованный Даниилом Крамером. В состав петербургского ансамбля «Музы Канты. Soundproject» также вошёл Павел Борисов.
23 декабря 2008 года из автомобиля Борисова на улице Некрасова в Санкт-Петербурге был украден бас Fodera Emperor II, стоимостью 200 тысяч рублей, который музыкант приобрёл в Чикаго в 2007 году..
Однако 24 декабря 2008 года Борисову преступники вернули украденную бас-гитару. Участники «ДДТ» называли эту историю предновогодним чудом. С 2004 года музыкант начал осваивать контрабас.

Учился сам, даже никого из знакомых контрабасистов не просил помочь. Покупал пособия, искал материал в Интернете. Первый раз — в Ледовом дворце я сыграл через год после того как купил контрабас. Нужно было что-то сыграть с Юрием Шевчуком, четыре или пять номеров — был сборный концерт. Я вылез с контрабасом, десять тысяч народу, вроде нормально сыграл — премьера состоялась. Записал на контрабасе немало пластинок. Много менял, экспериментировал, врезал колёсики в подставку. Контрабас чешский, подзвучка — Fishman Full Circle, предусилитель — Fishman Platinum.— Павел Борисов
На время присоединился к экспериментальному проекту Максима Нового (лидера группы С. О. К.). Изначально они встретились и стали играть песни в составе: контрабас, гитара, вокал. Вскоре подключился баянист Павел Мухин и саунд проекта сформировал название «ШАНСОК», но затем Борисов отстранился.
В 2011 году появился фильм Олега Флянгольца «Безразличие», снятый в 2010-м. Песня «Треугольник», которую исполнил Эдуард Хиль, была создана силами участника супергруппы «Хиль и сыновья» Александра Лушина из «Препинаков», Павла Борисова на контрабасе, трубача Ивана Васильева («ДДТ») и автора композиции Александра Сазонова («КАТЯ И КРОКОДИЛZ»). Последние двое сочинили и всю остальную музыку в фильме.
6 марта 2011 года выступил вместе с группой «FeedBack» (Вадим Курылёв, Александр Ляпин, Михаил Нефёдов) на концерте памяти Юрия Морозова в БКЗ «Аврора» в Санкт-Петербурге. Весной 2011 года стало известно об уходе Борисова из «ДДТ». С группой он отыграл на всех студийных альбомах, начиная от «Мир номер ноль» и заканчивая «Иначе».

Ушел басист Паша Борисов. Он завязал с музыкой, распродал гитары, взял рюкзак и пошёл бродить по миру. У него мечта обойти весь мир пешком, сейчас он где-то в Китае. Периодически присылает СМС, что, мол, жив-здоров. Хочу говорит, перед смертью увидеть мир.— Юрий Шевчук (10 фактов о бас-гитаристе Павле Борисове).
23 мая 2012 года Ветров представил программу «Лёд», основу которой составляют песни на стихи поэта серебряного века Георгия Иванова. Вместе с Александром на сцену вышли Марк Бомштейн («Джунгли»), Павел Борисов, Антон Спартаков («Present Perfect Band»), Михаил Коловский («АукцЫон»), Кирилл Миллер, Александр Мишуков. 3 июня 2012 года они дали концерт на сцене «Клуба 39» в Великом Новгороде.
26 апреля 2013 года сыграл на басу с группой «Разные люди» во время презентации альбома «Чернец» в клубе «Mezzo Forte», Москва. Далее продолжил выступать с группой. На время юбилейных концертов опять вошёл в состав «Электрических Партизан».
В 2014 году были выступления с ансамблем Kaustika, группой Игоря Семёнова «Рок-Штат», где Борисов стал басистом обновлённого состава.
В 2017—2019 годах играл в группе «Адаптация».

## Награды
- Почётная грамота Президиума Верховной Рады Автономной Республики Крым (20 мая 2000 года) — за активное участие в III Международном фестивале духовой и джазовой музыки «Золотой грифон», пропаганду лучших образцов отечественной и зарубежной музыкальной культуры и высокое профессиональное мастерство[38].